# Jimbor, Brașov
Jimbor, (în maghiară Székelyzsombor, până în 1899 Zsombor, în germană Sommerburg, în dialectul săsesc Sommerburch) este un sat în comuna Homorod din județul Brașov, Transilvania, România.

## Date geologice
Tradiția exploatării apei sărate de către localnici (din fântâni special amenajate) și a folosirii acesteia în gospodării s-a păstrat în aceasta zonă până în prezent.

## Istoric
În perioada interbelică a făcut parte din județul Odorhei.

## Lăcașuri de cult
În localitate există o biserică fortificată a credincioșilor evanghelici-luterani (de limbă maghiară).

## Date demografice
La recensământul din 1930 au fost înregistrați 1.165 locuitori, dintre care 895 maghiari, 256 români, 6 țigani, 5 evrei și 2 germani.
Sub aspect confesional populația era alcătuită din 594 evanghelici-luterani, 256 ortodocși, 155 romano-catolici, 88 unitarieni, 40 reformați, 20 greco-catolici ș.a.

## Personalități
Aici s-a născut József Nyírő (1889), scriitor și politician maghiar.

## Monumente
- Biserica evanghelică din Jimbor
- Cetatea Jimborului

## Galerie imagini

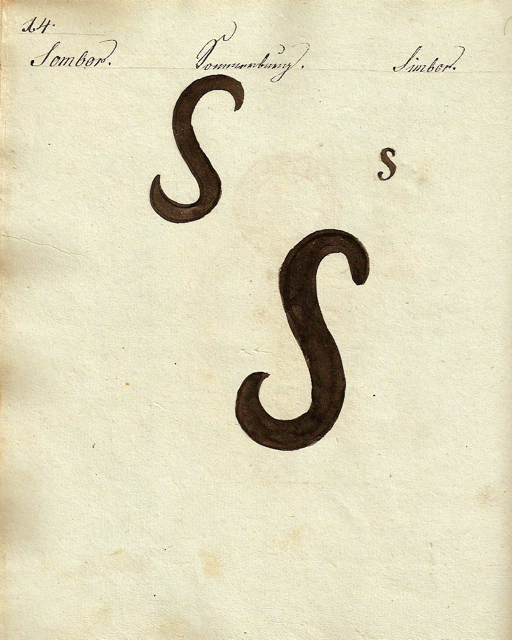
1826 - Danga pentru vitele din Jimbor
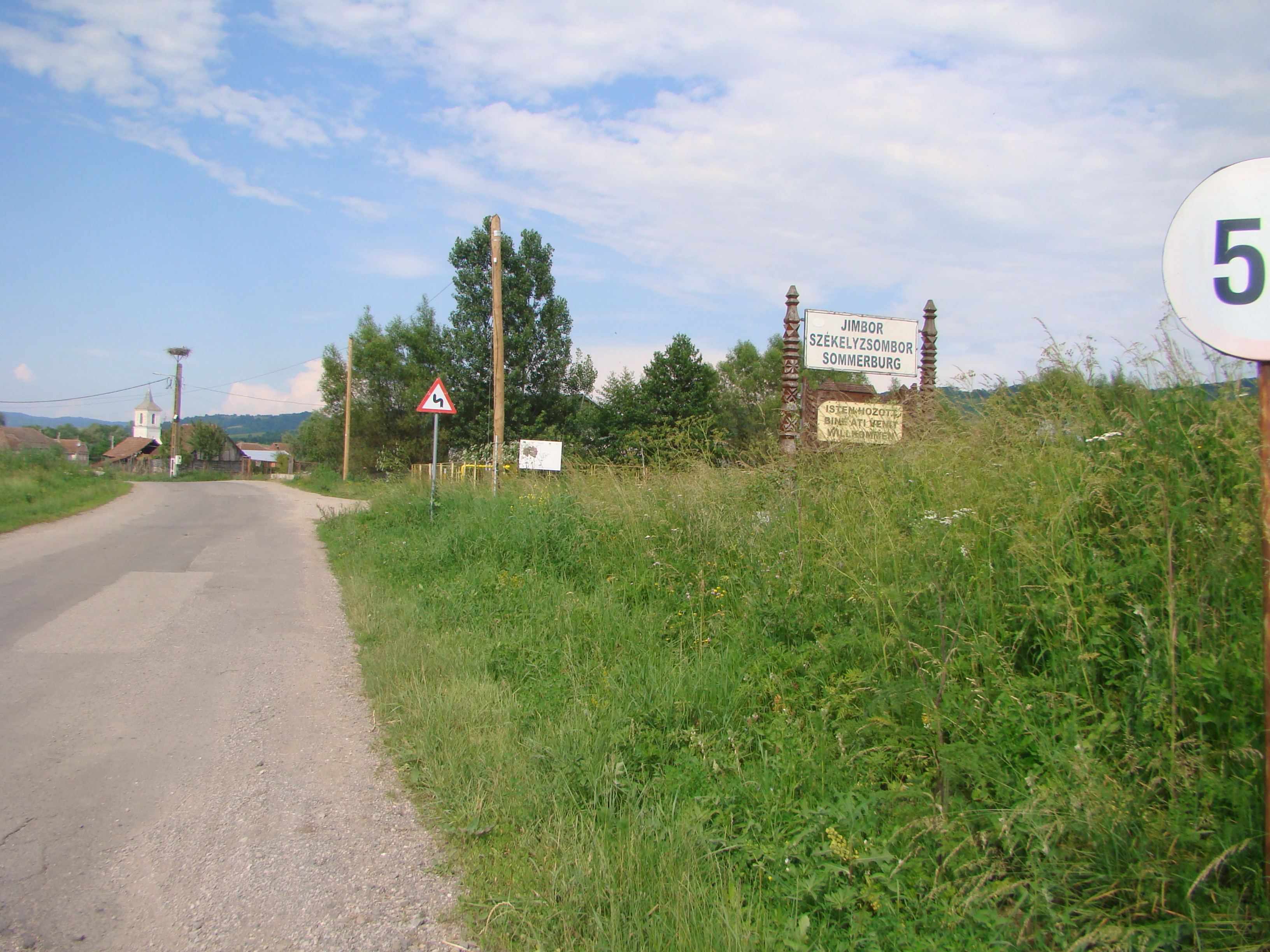
Intrarea în localitate
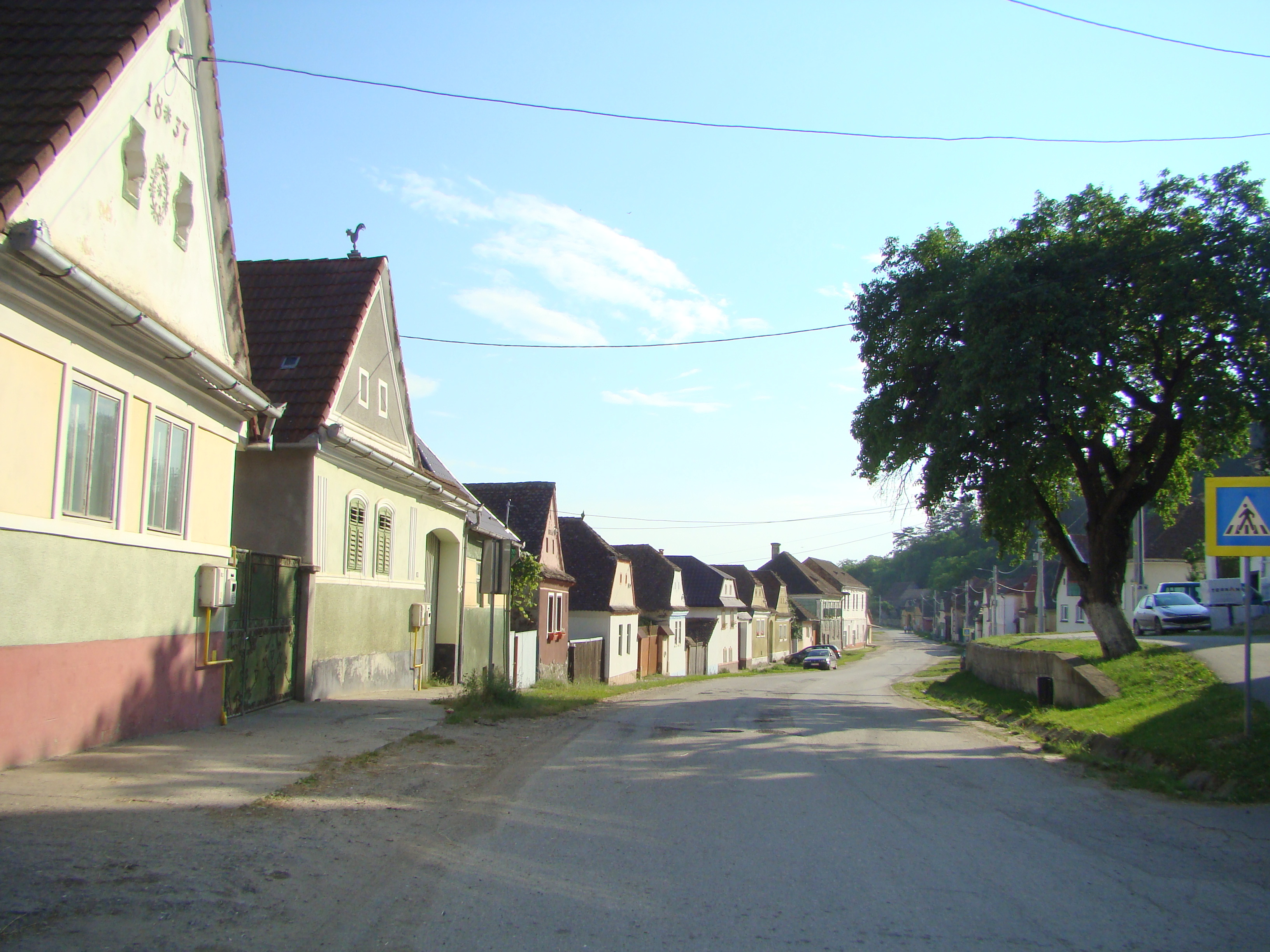
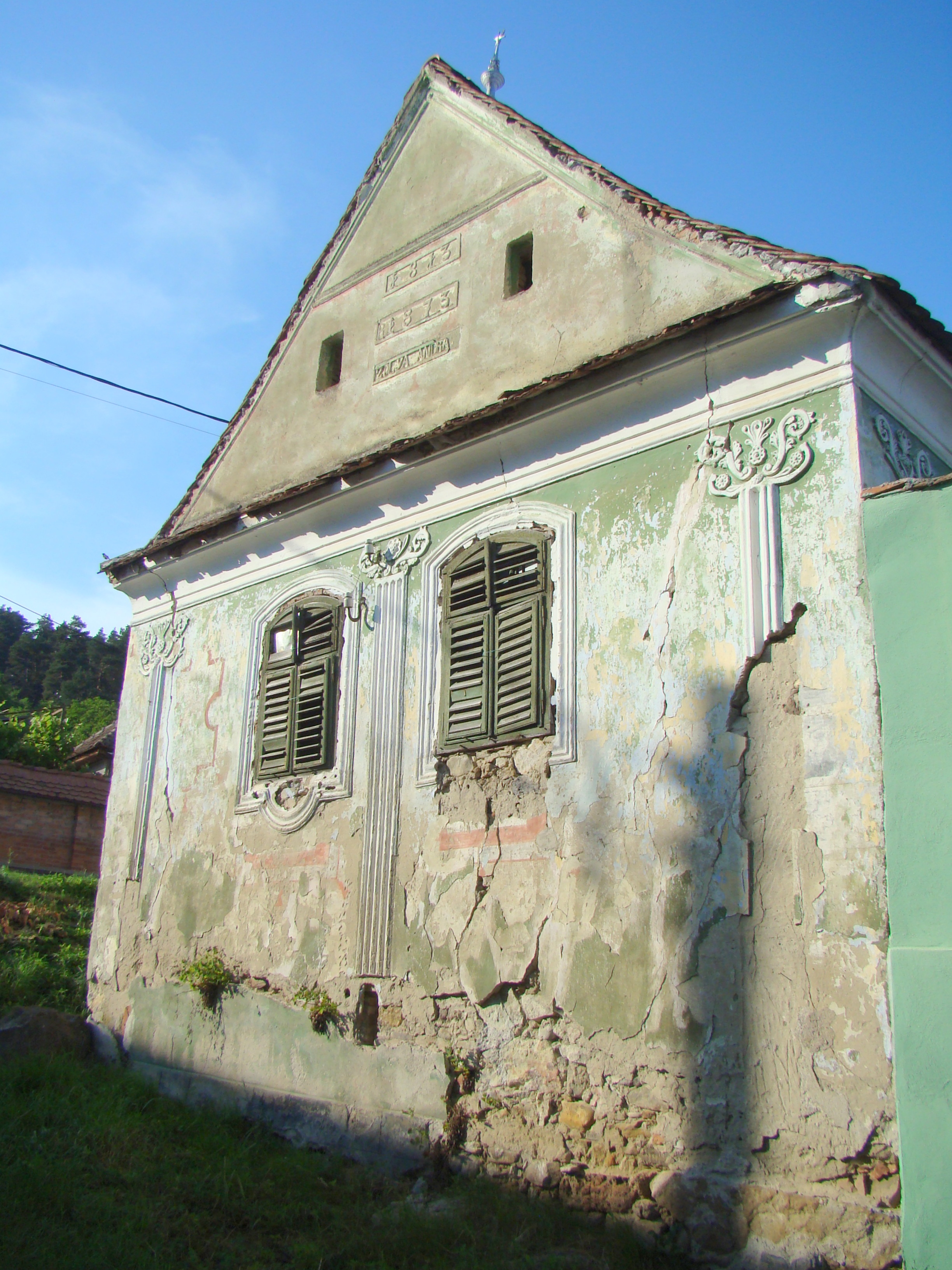
Casa Zolya, sec.XVIII (monument istoric)
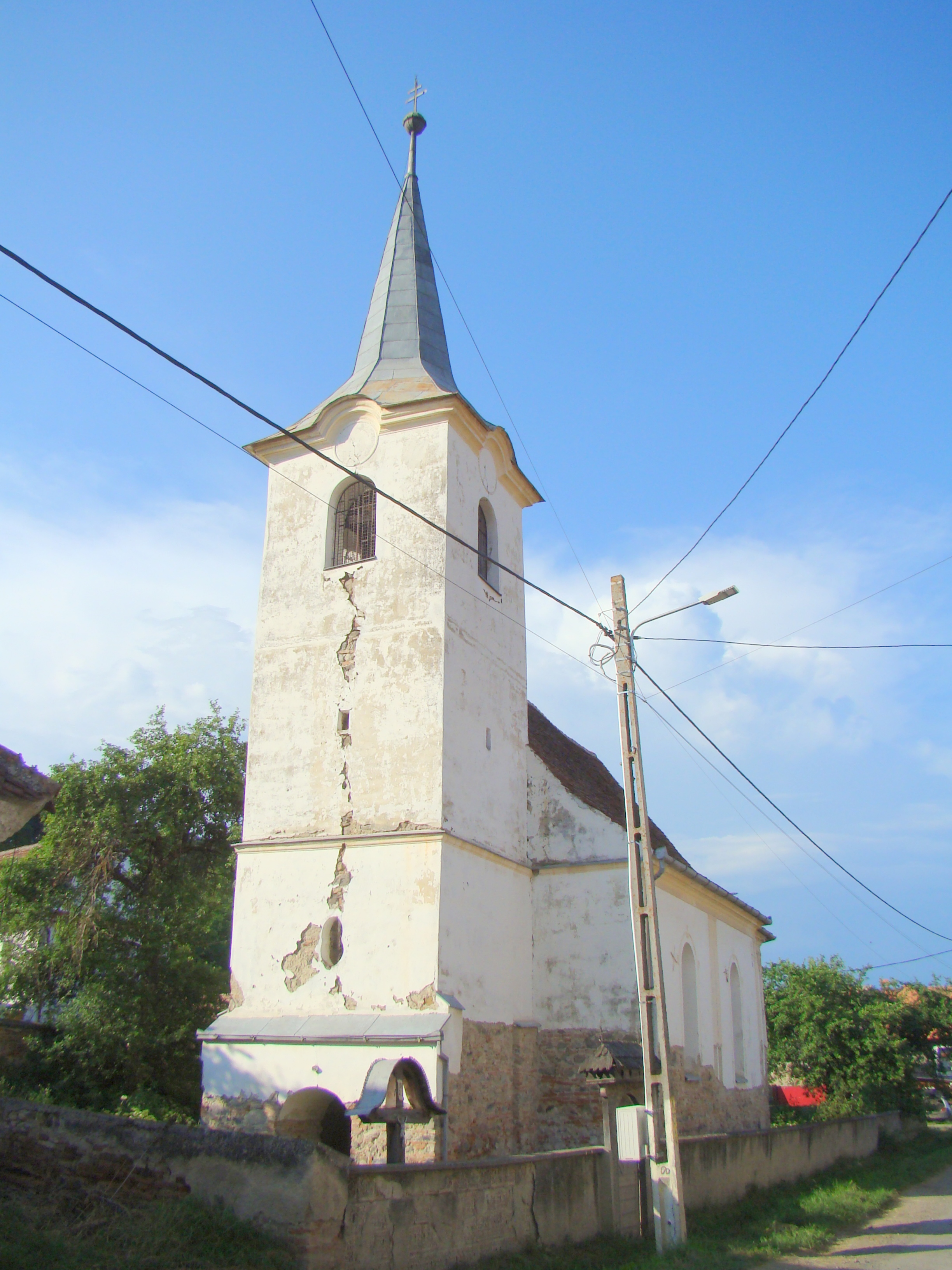
Biserica romano-catolică
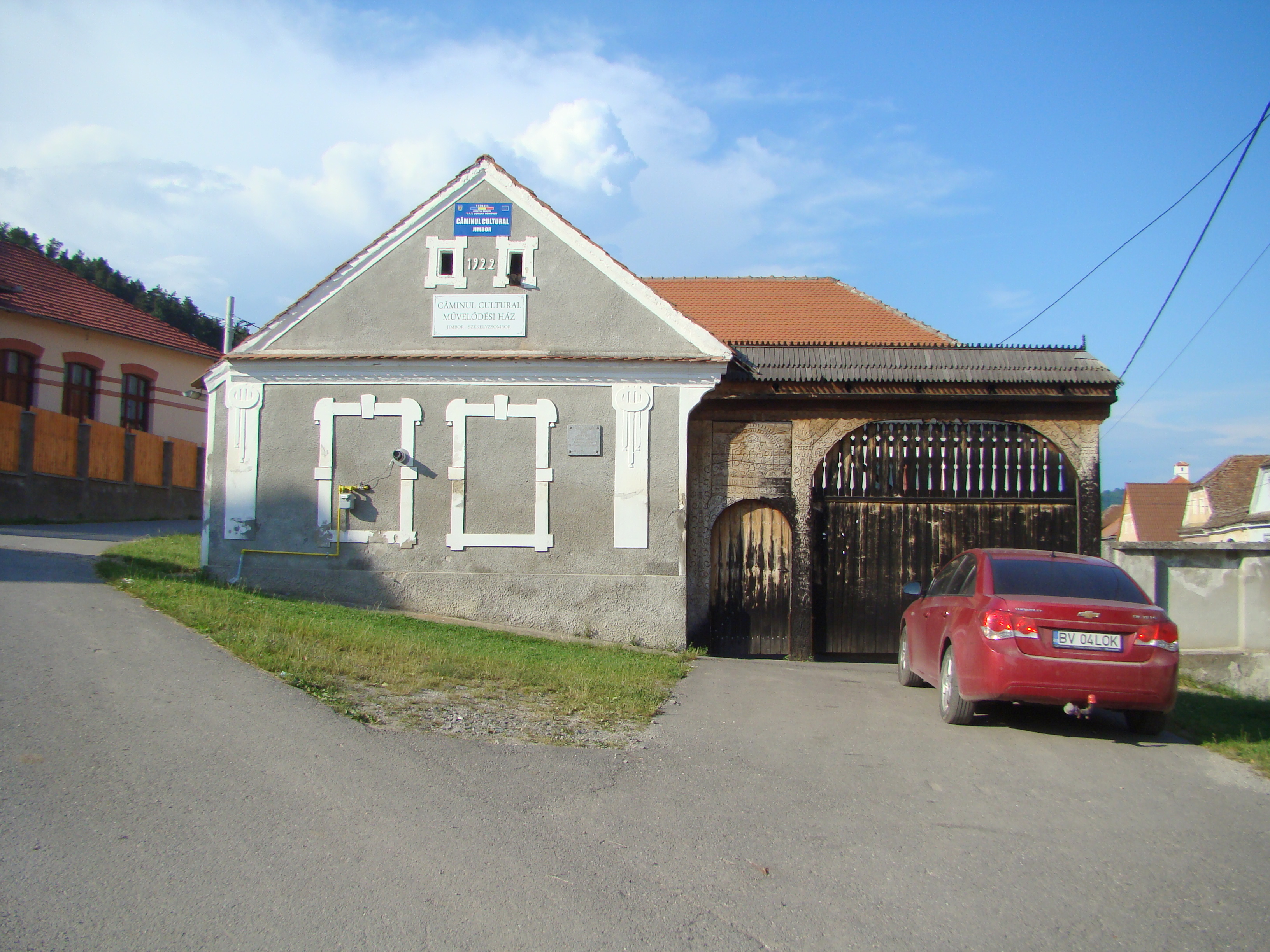
Căminul cultural
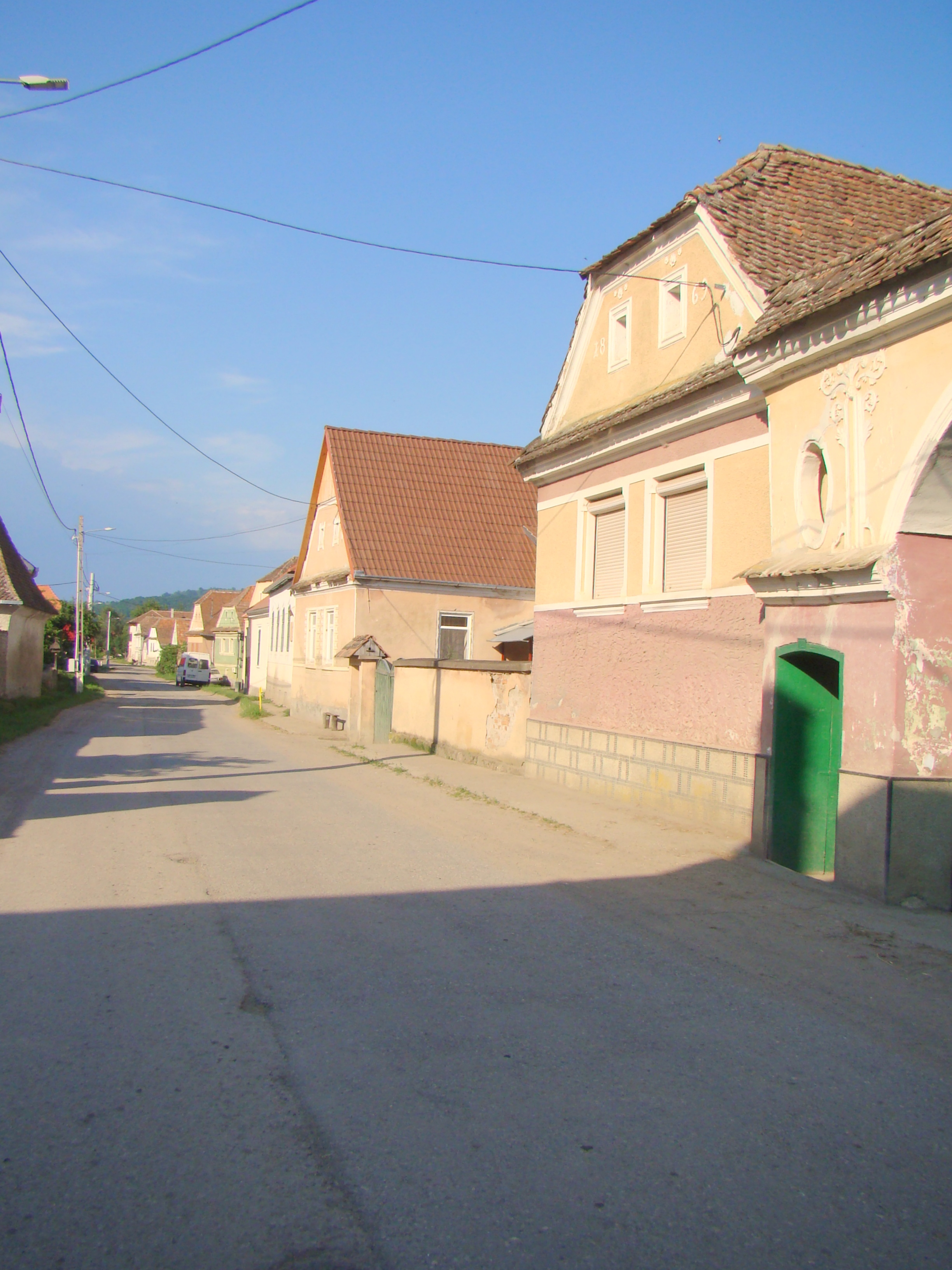
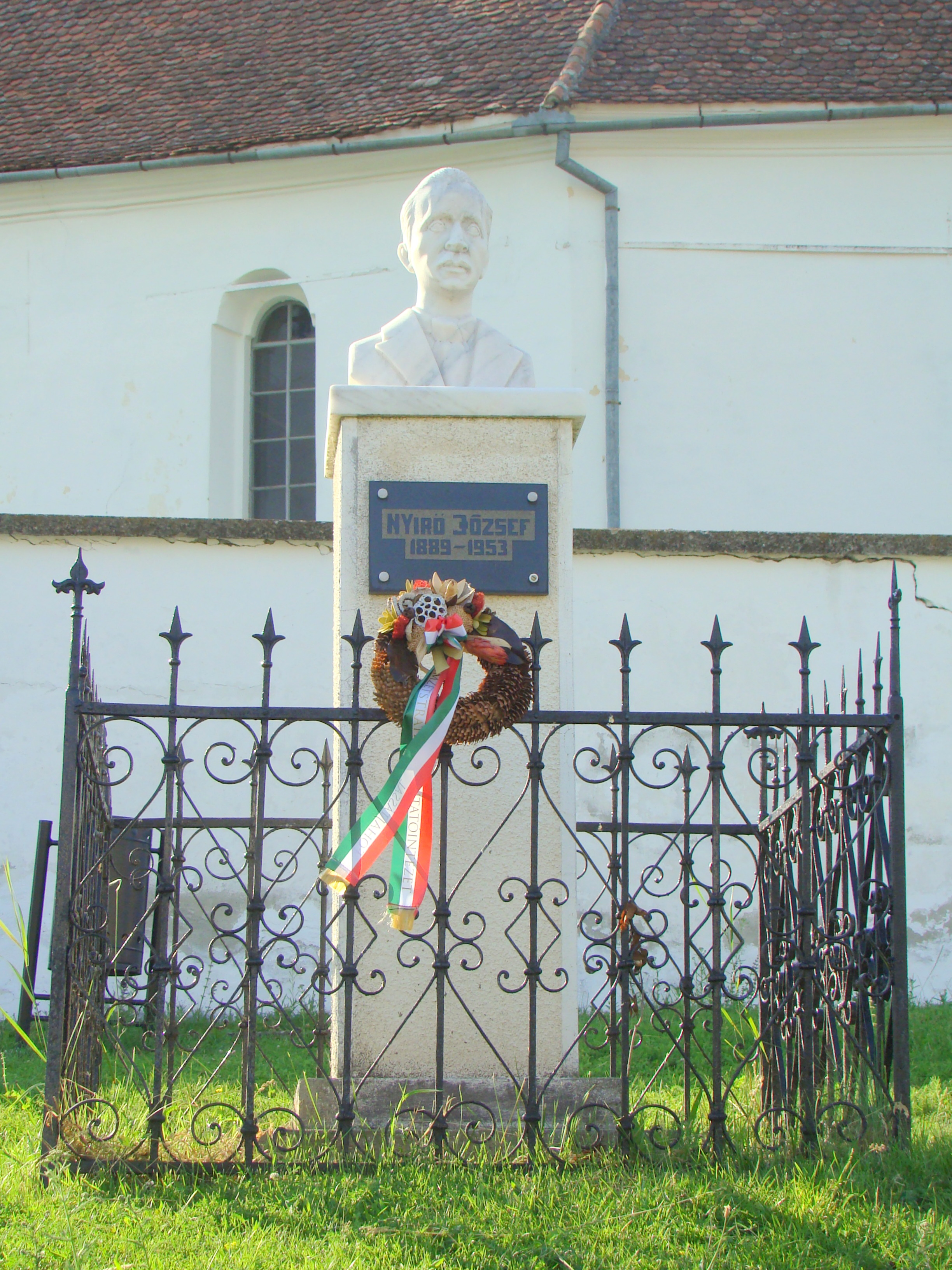
Bustul lui József Nyirő
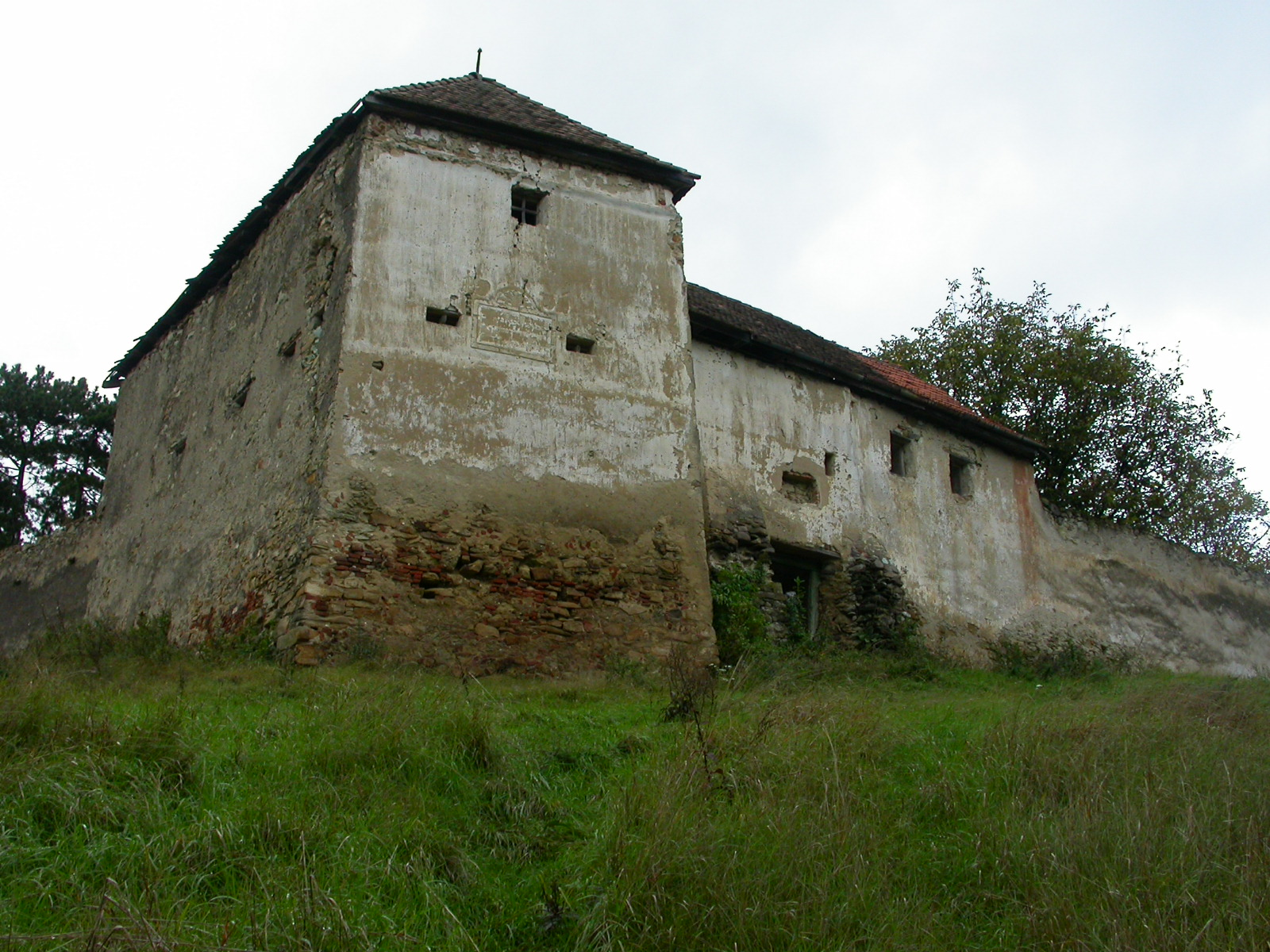
Cetatea Jimborului
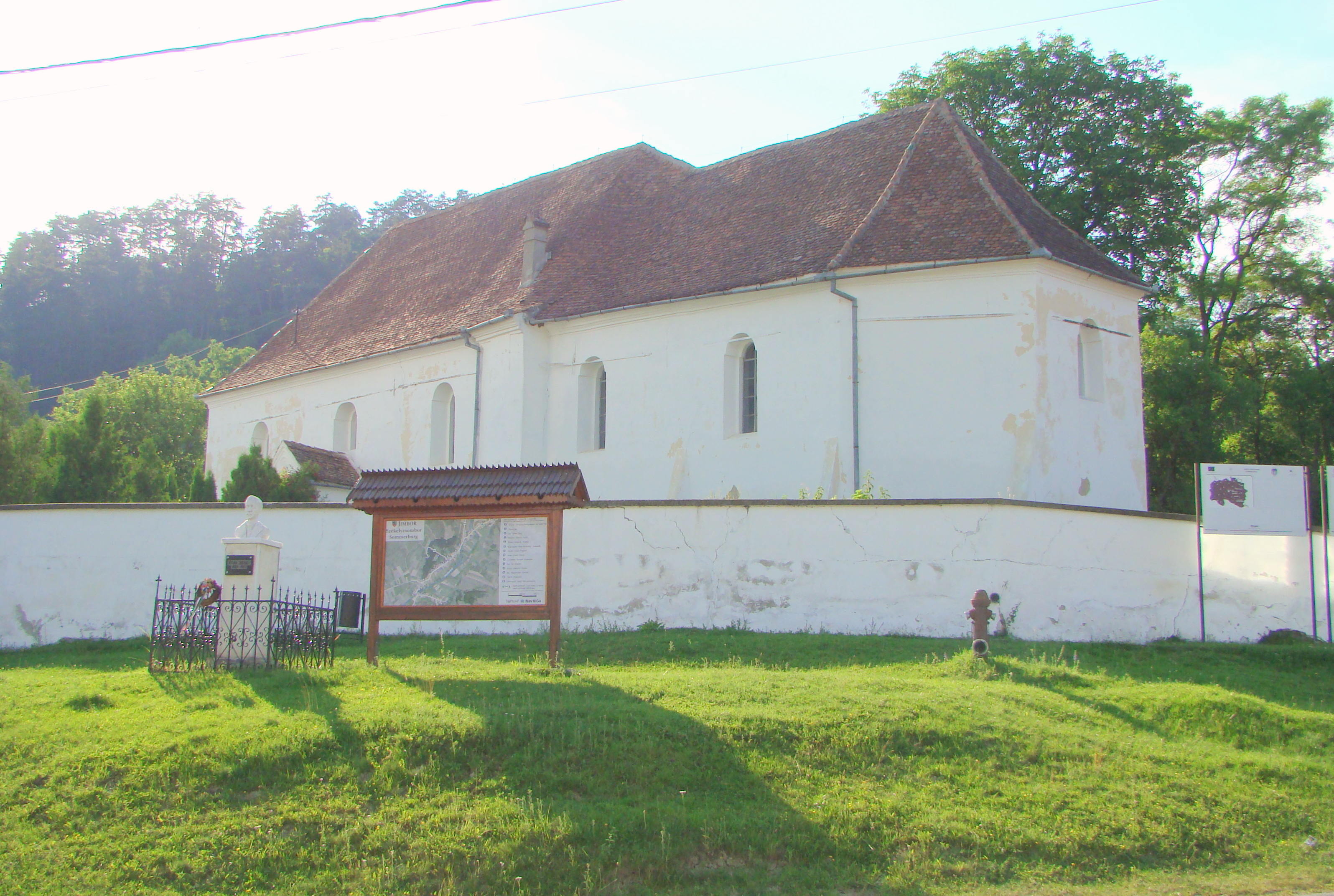
Biserica evanghelică (monument istoric)
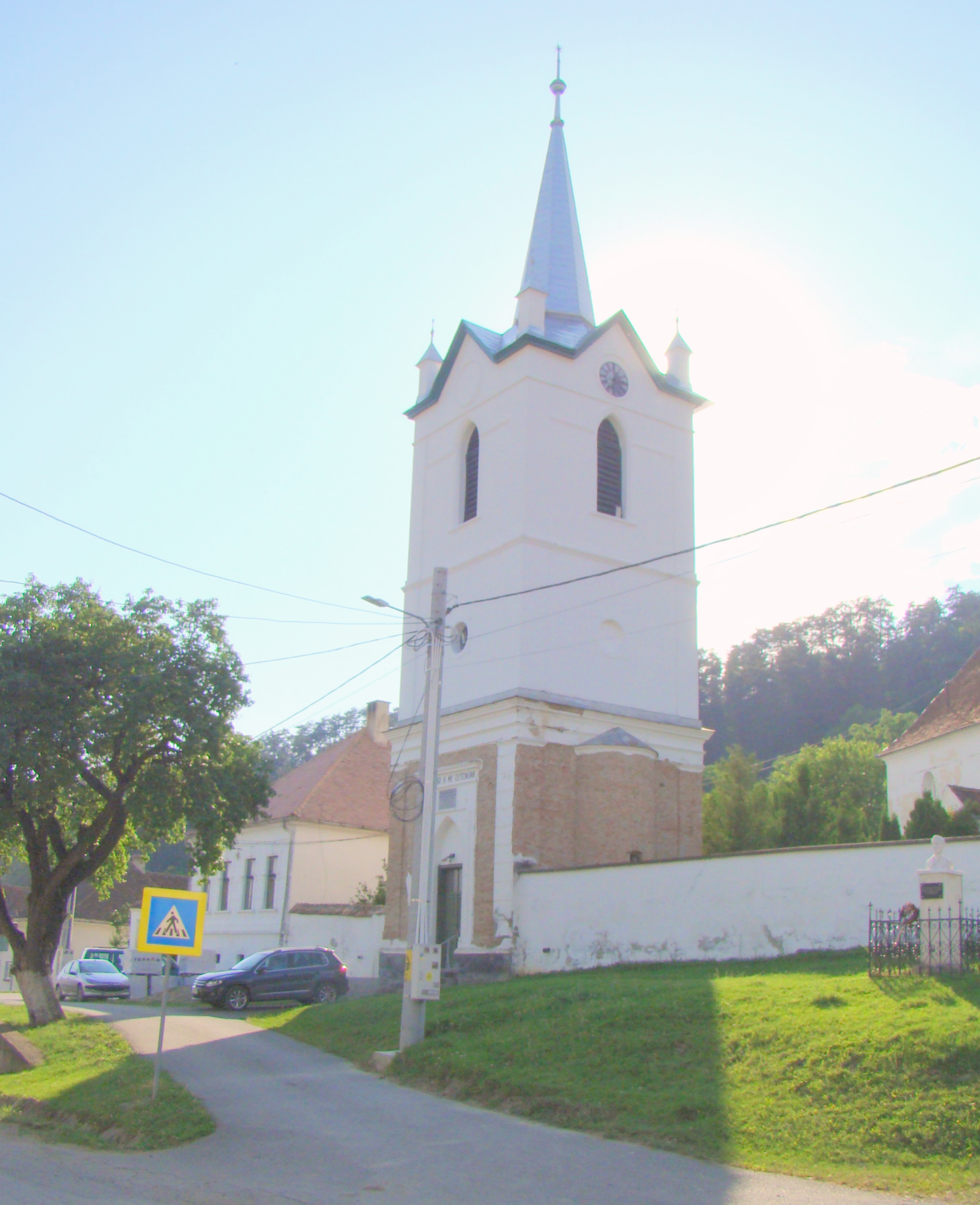
Turnul bisericii evanghelice
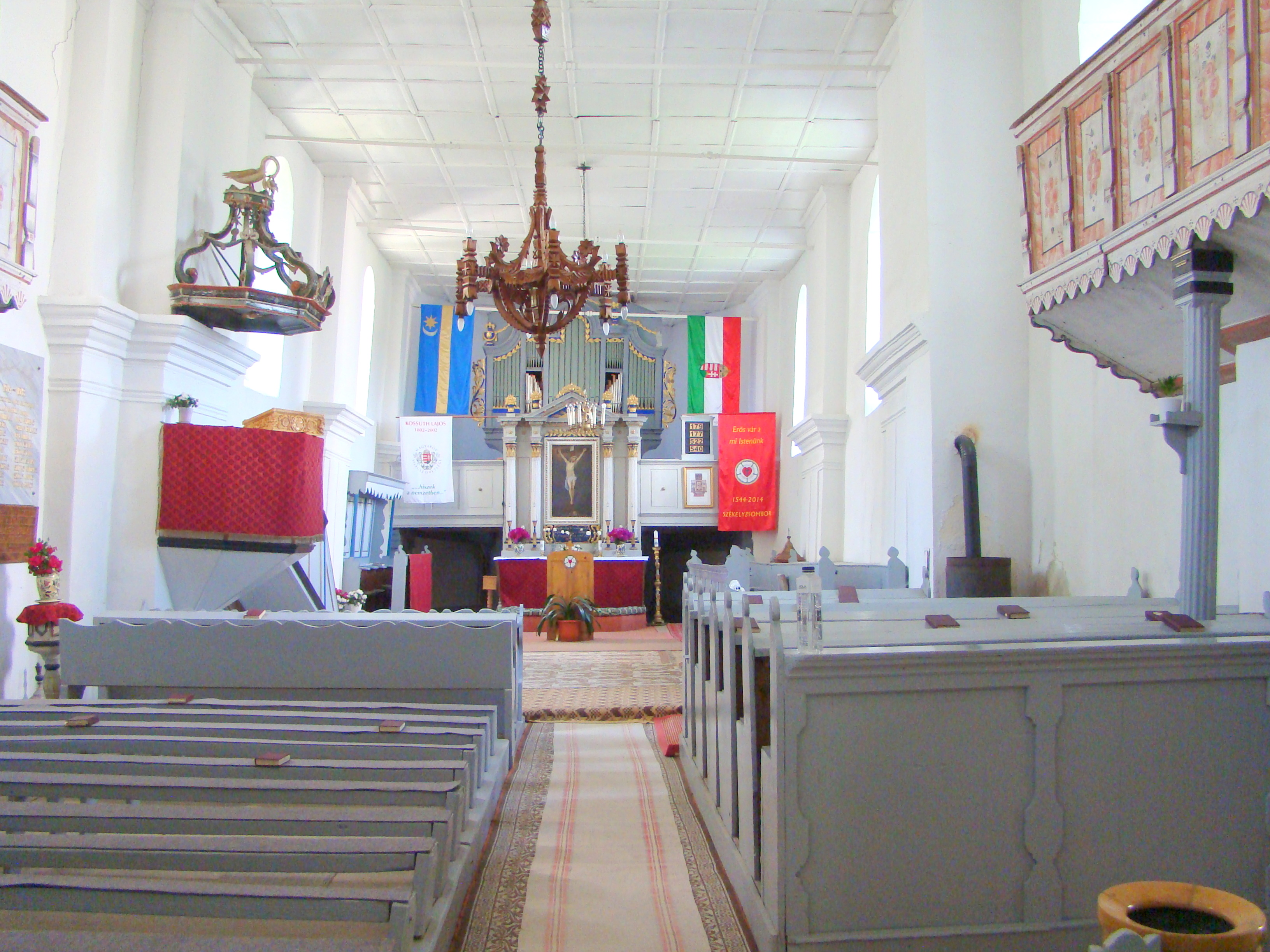
Biserica evanghelică (nava spre altar)